# Distretto di Gbao
Il distretto di Gbao è un distretto della Liberia facente parte della contea di Grand Gedeh.